# Концентрация меры
Концентрация меры —  принцип, согласно которому при определённых достаточно общих и не слишком обременительных ограничениях значение функции большого числа переменных почти постоянно.
Например, большинство пар точек на единичной сфере большой размерности находятся на расстоянии, близком к {\displaystyle {\tfrac {\pi }{2}}} друг от друга.
Принцип концентрации меры основан на идее Поля Леви.
Он был исследован в начале 1970-х годов Виталием Мильманом в его работах по локальной теории банаховых пространств.
Этот принцип получил дальнейшее развитие в работах Мильмана и Громова, Морэ, Пизье, Шехтмана, Талаграна, Леду и других.

## Основные определения
Пусть {\displaystyle (X,d,\mu )} — метрическое пространство с вероятностной мерой {\displaystyle \mu }.
Пусть
{\displaystyle \alpha (\varepsilon )=\sup \left\{\,\mu (X\setminus A_{\varepsilon })\mid \mu (A)\geqslant 1/2\,\right\},}
где 
{\displaystyle A_{\varepsilon }=\left\{\,x\mid d(x,A)<\varepsilon \,\right\}}
есть {\displaystyle \varepsilon }-окрестность множества {\displaystyle A}.
Функция {\displaystyle \alpha } называется профилем пространства {\displaystyle X}. 
Неформально говоря, пространство {\displaystyle X} удовлетворят принципу концентрации меры, если его профиль {\displaystyle \alpha (\varepsilon )} быстро убывает при возрастании {\displaystyle \varepsilon }. 
Более формально, семейство метрических пространств с мерами {\displaystyle (X_{n},d_{n},\mu _{n})} называется семейством Леви, если для соответствующих профилей {\displaystyle \alpha _{n}} выполняется следующее
{\displaystyle \forall \varepsilon >0\quad \alpha _{n}(\varepsilon )\to 0\quad {\text{при}}\quad n\to \infty .}
Если сверх того
{\displaystyle \forall \varepsilon >0\quad \alpha _{n}(\varepsilon )\leq C\cdot \exp(-c\cdot n\cdot \varepsilon ^{2})}
для некоторых констант {\displaystyle c,C>0}, то последовательность {\displaystyle (X_{n},d_{n},\mu _{n})} называется нормальным семейством Леви.

### Замечания
- Следующее определение профиля {\displaystyle \alpha } эквивалентно:
{\displaystyle \alpha (\varepsilon )=\sup \left\{\,\mu (\{\,F\geq \mathop {M} +\varepsilon \,\})\,\right\},}

где точная верхняя грань по всем 1-липшицевым функцям {\displaystyle F\colon \,X\to \mathbb {R} } и {\displaystyle M} медиана {\displaystyle F} определяемая следующей парой неравенств
{\displaystyle \mu \{\,F\geq M\,\}\geqslant 1/2,\quad \mu \{\,F\leq M\,\}\geqslant 1/2.}

## Концентрация меры на сфере
Первый пример восходит к Полю Леви. 
Согласно сферическому изопериметрическому неравенству, среди всех подмножеств {\displaystyle A} сферы {\displaystyle \mathbb {S} ^{n}} с заданной сферической мерой {\displaystyle \sigma _{n}(A)} сферический сегмент
{\displaystyle B(x_{0},R)_{\mathbb {S} ^{n}}=\left\{\,x\in \mathbb {S} ^{n}\mid \mathrm {dist} (x,x_{0})\leqslant R\,\right\}}
для любого {\displaystyle R} имеет самую маленькую {\displaystyle \varepsilon }-окрестность {\displaystyle A_{\varepsilon }} для любого фиксированного {\displaystyle \varepsilon >0}.
Применяя это наблюдение для однородной вероятностной меры {\displaystyle \sigma _{n}} на {\displaystyle \mathbb {S} ^{n}} и множества {\displaystyle A} такого, что {\displaystyle \sigma _{n}(A)=1/2}, получаем следующее неравенство:
{\displaystyle \sigma _{n}(A_{\varepsilon })\geqslant 1-C\cdot \exp(-c\cdot n\cdot \varepsilon ^{2}),}
где {\displaystyle C,c} — универсальные константы. 
Поэтому последовательность {\displaystyle X_{n}=\mathbb {S} ^{n}} является нормальным семейством Леви, и принцип концентрации меры выполняется для этой последовательности пространств.

## Применения
- Предположим, {\displaystyle {\mathcal {P}}_{\varepsilon }} обозначает множество всех выпуклых многоугольников в единичном квадрате с вершинами в {\displaystyle \varepsilon }-решётке {\displaystyle (\varepsilon \cdot \mathbb {Z} )^{2}}. Тогда при малых {\displaystyle \varepsilon >0} большинство многоугольников из {\displaystyle {\mathcal {P}}_{\varepsilon }} лежат близко к некоторому выпуклому множеству {\displaystyle L}.
  - Точнее говоря, {\displaystyle L} описывается неравенством[2]

{\displaystyle {\sqrt {1-|x|}}+{\sqrt {1-|y|}}\geq 1.}
- Лемма о малом искажении
- Теорема Дворецкого

## Дальнейшее чтение
- Ledoux, Michel. The Concentration of Measure Phenomenon (неопр.). — American Mathematical Society, 2001. — ISBN 0-8218-2864-9.
- A. A. Giannopoulos, V. Milman, Concentration property on probability spaces, Advances in Mathematics 156 (2000), 77—106.